# Alejandro Flores (músico)
Alejandro Flores (Emiliano Zapata, Morelos, México) es un músico y compositor mexicano. Se especializa en el violín Requinto Jarocho y en géneros de la música tradicional de su país como el Huapango y el son Jarocho y diferentes formas musicales de la Tradición Oral de México.
Ha colaborado con los grupos y proyectos musicales Café Tacvba, Amparo Ochoa, Zhazhil, Kronos Quartet, Los Lobos, El Grupo de Rock Incubus, Actualmente trabaja con Extráñame María, colaboró con Mexrrisey de Camilo Lara, entre otros.

## Biografía
Tras conocer música de ritmos tradicionales latinoamericanos, siendo joven habitaba por el rumbo de la Villa de Guadalupe, en donde Flores escuchó a músicos tradicionales que acompañaban las peregrinaciones a la Basílica de Guadalupe, suscitando el interés por la música tradicional de su país. Formó parte del grupo de música tradicional Zazhil, que acompañó a la cantante y compositora Amparo Ochoa por diez años.
En 1994 inició con Café Tacvba como músico invitado en el MTV Unplugged, en donde participó con la canción «La huasanga» al final de la canción «Las flores». En 1996 participó en la reversión de «Ojalá que llueva café» para Avalancha de éxitos. A partir de esa colaboración se mantuvo como músico invitado por 17 años en conciertos de dicho grupo, lo que le mereció el apodo de "El quinto tacubo".

## Discografía

### Solista
- Urraca (2008)
- Adicción auditiva (2015)
- Mi universo (2017)
- Nueva Disco Homónimo Extráñame María

### Colaboraciones
- «La huasanga» en «Las flores» con Café Tacvba, 1994
- «Ojalá que llueva café» con Café Tacvba, 1996
- «Insomnio» con Café Tacvba, 2001
- «El llorar» con Kronos Quartet, 2002
- «La Venganza de Los Pelados» con Los Lobos, 2004
- «Navegando» con San Pascualito Rey, 2006